# Lex Hortensia
De Lex Hortensia (de plebisciti) was een Romeinse wet (lex) uit 287 v.Chr. die door dictator Quintus Hortensius ingesteld werd en formeel een einde maakte aan de standenstrijd tussen de plebejers en de patriciërs, die begonnen was in 494 v.Chr..
De wet bepaalde dat de besluiten van de in 494 v.Chr. opgerichte concilium plebis, de zogenaamde plebiscita, golden voor de volledige populus. Dit hield in dat de plebejers wetten kon stemmen die van toepassing waren op zowel de plebejers als de patriciërs, maar waarbij de patriciërs geen vetorecht hadden, iets wat wel bestond in de comitia centuriata. Deze laatste behield wel tot 218 v.Chr. haar wetgevende machten, maar vanaf 218 v.Chr. was de bevoegdheid tot het stemmen van wetten toegekend aan de comitia tributa populi. De concilium plebis ging over in de comitia tributa plebis en bleef haar bevoegdheden (het stemmen van plebiscita) behouden.
Dit zorgde echter niet voor een verdere democratisering van Rome, aangezien de concilium plebis al sedert halverwege de 4e eeuw v.Chr. beheerst werd door de patricisch-plebejische elite, de nobilitas. Door deze wet zag de plebejische elite haar belangrijkste eis, politieke vertegenwoordiging, ingewilligd, maar een definitieve oplossing voor de eisen van de armen, schuldverlichting, grond(her)verdeling, was nog niet gevonden. Een oplossing daarvoor zou er pas eind 2e en 1e eeuw v.Chr. komen.